# Zaricika, Luhînî
Zaricika (în ucraineană Зарічка) este un sat în comuna Jerevți din raionul Luhînî, regiunea Jîtomîr, Ucraina.

## Demografie
Componența lingvistică a localității Zaricika
     Ucraineană (100%)
Conform recensământului din 2001, toată populația localității Zaricika era vorbitoare de ucraineană (100%).